# Jeux d'espions (série télévisée)
Pour les articles homonymes, voir Jeux d'espions.
Jeux d'espions (Spy Game) est une série télévisée américaine en 13 épisodes de 42 minutes, créée par John McNamara, Sam Raimi et Ivan Raimi et dont seulement neuf épisodes ont été diffusés entre le 3 mars et le 12 juin 1997 sur le réseau ABC. 
En France, la série a été diffusée à partir du 29 août 2000 sur France 2.

## Synopsis
Ex-agent des services secrets, Lorne Cash accepte de sortir de sa retraite. Flanqué de Maxine London, sa nouvelle partenaire très portée sur les techniques de pointe et les gadgets sophistiqués, Cash redevient un espion... 

## Distribution
- Linden Ashby (VF : Luc Boulad) : Lorne Cash
- Bruce McCarty (VF : François Leccia) : Micah Simms
- Allison Smith (VF : Laurence Sacquet) : Maxine « Max » London
- Keith Szarabajka (VF : Antoine Nouel) : Piotr « Shank » Reshankov

Source VF : Doublage Séries Database

## Épisodes
1. Pauvres espion (Why Spy?)
2. Comme des frères (With Friends Like These)
3. Qui a dit qu'il était facile de grandir ? (Nobody Ever Said Growing Up Was Easy)
4. Chérie, je t'adore (Dead and Gone Honey)
5. À qui peut-on se fier de nos jours ? (You Just Can't Trust Anyone These Days)
6. Pauvre Micah (What, Micah Worry?)
7. La vie n'est pas un long fleuve tranquille (What Family Doesn't Have It's Ups and Downs)
8. Ainsi se termine notre séance (And That About Concludes Our Session)
9. Tir au but (Lorne and Max Drop the Ball)
10. Nid de guêpes (Go, Girl)
11. Peur de rien, si ce n'est de la mort (Necessity is the Mother of Infection)
12. Une drôle d'ambassadrice (How Diplomatic of You)
13. À la recherche du virus "Q" (Well, Nothing to Fear But Death Itself)